# اتیلن تیواوره
اتیلن تیواوره (به انگلیسی: Ethylene thiourea) یک ترکیب شیمیایی با شناسه پاب‌کم ۲۷۲۳۶۵۰ است. 